# Dendrobium speciosum
Espèce
Classification phylogénétique
Statut CITES
Dendrobium speciosum est une espèce d'orchidée australienne très variable, formant une espèce complexe. Ses variétés peuvent être trouvées dans des habitats très variés, plante épiphyte (poussant sur les branches des arbres de forêt tropicale) ou lithophyte (poussant dans les grès d'une forêt claire) avec une distribution continue le long de la côte est de l'Australie et des populations séparéeses au niveau du tropique du Capricorne. En touffes lithophytes, elle forme des plaques gigantesques sur les rochers et les falaises avec ses racines formant un tapis dense et feutré sur la roche. On peut la trouver du niveau de la mer au sommet des montagnes.
Cette orchidée est très cultivée.
Elle a été initialement dénommée par Sir James Edward Smith à partir d'un spécimen trouvé à Port Jackson et que lui envoya le chirurgien général J. White.
Elle a deux à cinq feuilles épaisses, coriaces provenant de la partie supérieure d'un pseudobulbe. Ces feuilles peuvent persisterpendant 12 ans. Les pseudobulbes érigés ou courbes sont plutôt grands, atteignant jusqu'à 45 cm de long. Ils sont plus épais à la base (5 à 7 cm) et souvent coniques vers le sommet (3 cm). Les fleurs voyantes poussent en grappes sur de longues tiges droites ou faiblement arquées, féculentes avec plus de 100 fleurs par tige. Elles sont là d'août à octobre. Leur couleur varie du blanc au jaune crème. Le labelle est blanc avec des points pourpres et veiné de rouge et violet. Les tiges sont comestibles grillées

## Liste des espèces et variétés
Selon World Checklist of Selected Plant Families (WCSP) (29 août 2010) :
- Dendrobium speciosum Sm. (1804)
  - variété Dendrobium speciosum var. blackdownense Peter B.Adams (2006)
  - variété Dendrobium speciosum var. boreale Peter B.Adams, Jac.M.Burke & S.D.Lawson (2006)
  - variété Dendrobium speciosum var. capricornicum Clemesha (1982)
  - variété Dendrobium speciosum var. carnarvonense Peter B.Adams (2006)
  - variété Dendrobium speciosum var. curvicaule F.M.Bailey (1896)
  - variété Dendrobium speciosum var. grandiflorum F.M.Bailey (1896)
  - variété Dendrobium speciosum var. hillii Mast., Gard. Chron., n.s. (1877)
  - variété Dendrobium speciosum var. pedunculatum Clemesha (1981)
  - variété Dendrobium speciosum var. speciosum

## Liste des variétés
Selon NCBI (29 août 2010) :
- variété Dendrobium speciosum var. blackdownense
- variété Dendrobium speciosum var. boreale
- variété Dendrobium speciosum var. capricornicum
- variété Dendrobium speciosum var. carnarvonense
- variété Dendrobium speciosum var. curvicaule
- variété Dendrobium speciosum var. grandiflorum
- variété Dendrobium speciosum var. hillii
- variété Dendrobium speciosum var. pedunculatum
- variété Dendrobium speciosum var. speciosum